# Grand Prix SAR La Princesse Lalla Meryem 2010
Grand Prix SAR La Princesse Lalla Meryem 2010 — жіночий тенісний турнір, що проходив на відкритих кортах з ґрунтовим покриттям. Це був 10-й за ліком Гран-прі принцеси Лалли Мер'єм. Належав до турнірів International у рамках Туру WTA 2010. Відбувся в Фесі (Марокко). Тривав з 26 квітня до 1 травня 2010 року. Сьома сіяна Івета Бенешова здобула титул в одиночному розряді.

## Учасниці

### Сіяні пари
| Гравчиня                | Країна    | Рейтинг* | Сіяна |
| ----------------------- | --------- | -------- | ----- |
| Карла Суарес Наварро    | Іспанія   | 40       | 1     |
| Патті Шнідер            | Швейцарія | 47       | 2     |
| Анабель Медіна Гаррігес | Іспанія   | 48       | 3     |
| Мелінда Цінк            | Угорщина  | 51       | 4     |
| Анджелік Кербер         | Німеччина | 61       | 5     |
| Петра Мартич            | Хорватія  | 65       | 6     |
| Івета Бенешова          | Чехія     | 67       | 7     |
| Луціє Градецька         | Чехія     | 74       | 8     |

- Рейтинг станом на 19 квітня 2010.

### Інші учасниці
Нижче наведено учасниць, які отримали вайлд-кард на участь в основній сітці:
- Ліна Беннані
- Надя Лаламі
- Фатіма-Захра Ель-Алламі

Нижче наведено гравчинь, які пробились в основну сітку через стадію кваліфікації:
- Грета Арн
- Клер де Губернатіс
- Сімона Халеп
- Лаура Поус-Тіо

## Фінальна частина

### Одиночний розряд
Івета Бенешова —  Сімона Халеп, 6-4, 6-2
- Для Бенешової це був перший титул за сезон і 2-й - за кар'єру.

### Парний розряд
Івета Бенешова /  Анабель Медіна Гаррігес —  Луціє Градецька /  Рената Ворачова, 6–3, 6–1